# God križa
God križa je godišnja katolička pobožnost čašćenja relikvija Krvi Kristove u Župi sv. Križa u šibenskom Dolcu. Obilježava se od 1483. godine 27. ožujka.

## Povijest
Dolačko raspelo doplutalo je Krkom do mjesta na rivi od tada poznata kao Križev mul, a iz mora su ga izvadili stanoviti ribari, braća Šestanović, između 1402. i 1421. godine. Prema predaji, nakon unošenja križa u svoju kuću, Šestanovićima je ozdravila sestra koja je bila gluhonijema od rođenja. Zbog toga su Dolačani u trima procesijama tri dana zaredom pokušavali prenijeti križ u katedralu sv. Jakova, no bez uspjeha zbog nevremena. Zadržali su raspelo (Propeće) u dolačkoj župnoj crkvi te su podno njega na darovanim srebrnim zavjetnim pločicama ispisane zahvale za posredovana ozdravljenja.
Dolačko raspelo prvi je put krvarilo na Veliki četvrtak 26. ožujka 1483., u popodnevnim satima, te se krvarenje s ovog križa od onda počelo obilježavati 27. ožujka. Drugo krvarenje križa dogodilo se 2. svibnja 1812., uoči blagdana Našašća Svetoga Križa, a u vrijeme francuske okupacije. Od tih događaja ostao je relikvijar zgrušane krvi koja se čuva i jednom godišnje postavlja na čašćenje.